# Atari Bigby
Atari David Bigby (Trelawny, 19 settembre 1981) è un ex giocatore di football americano giamaicano che ha militato nel ruolo di safety nella National Football League (NFL). Dopo non essere stato selezionato nel Draft NFL 2005 firmò coi Miami Dolphins. Al college ha giocato a football all'Università della Florida Centrale.

## Carriera professionistica

### Miami Dolphins
Dopo non essere stato scelto nel Draft 2005, Bigby giunse in qualità di free agent a un accordo coi Miami Dolphins il 16 maggio 2005. Fu tagliato dai Dolphins il 25 luglio, prima dell'inizio della pre-stagione.

### New York Jets
Bigby firmò coi New York Jets l'11 agosto 2005 ma fu nuovamente svincolato durante i tagli finali del roster il 3 settembre.

### Green Bay Packers
Atari inizialmente firmò per unirsi alla squadra di allenamento dei Packers il 1º novembre 2005. Il 22 dicembre, il giocatore fu promosso nel roster attivo e il 25 dicembre disputò il suo debutto professionistico contro i Chicago Bears. Nell'ultima gara stagionale coi Seattle Seahawks non scese in campo.
Bigby fu svincolato dai Packers alla fine della pre-stagione 2006 ma rifirmò due giorni dopo ancora per essere parte della squadra di allenamento. Dopo avere lì trascorso le prime dieci settimane della stagione, Bigby fu nuovamente promosso al roster attivo il 25 novembre 2006. Al termine della stagione totalizzò due tackle.
Dopo un training camp e una pre-stagione 2007 molto positivi, Bigby sosotituì la precedente strong safety titolare Marquand Manuel, il quale venne svincolato prima dell'inizio della stagione regolare. Bigby mise in mostra notevoli progressi, tanto da venire nominato miglior difensore del mese della NFC nel dicembre 2007. Bigby nel corso del mese guidò a pari merito la NFL con quattro intercetti messi a segno in altrettante partite. I Packers compilarono un record parziale di 3-1 durante quel periodo e si assicurarono la vittoria della NFC North nonché il secondo posto nella griglia dei playoff della NFC. I quattro intercetti di Bigby giunsero in tre gare: uno da 22 yard nella settimana 14, due (record in carriera) contro i St. Louis Rams la settimana successiva e l'ultimo nella gara contro i Detroit Lions.
Il 12 gennaio, Bigby giocò da titolare la prima gara di playoff in carriera contro i Seattle Seahawks. Egli terminò la sfida con 7 tackle, un fumble forzato e un passaggio deviato. Bigby contribuì anche al fumble di Marcus Pollard che fu recuperato dal defensive end di Green Bay Aaron Kampman. Grazie a quell'azione, Green Bay si portò in vantaggio e lo conservò fino al termine della gara.
Tornato free agent nell'estate 2008, Bigby firmò un prolungamento contrattuale annuale coi Packers.
Bigby mise a segnò il primo intercetto della stagione dei Packers nel 2008 nella partita di debutto coi Minnesota Vikings nel Monday Night Football, azione avvenuta ai danni del quarterback Tarvaris Jackson nel corso del quarto periodo. A causa di vari infortuni, Atari giocò solamente sette partite nell'annata, venendo posto definitivamente in lista infortunati il 18 dicembre a causa di un problema alla spalla. Bigby terminò la syagione 2008 con 21 tackle, due passaggi deviati e un intercetto.
Il 26 febbraio 2009, Bigby ricevette una nuova offerta del valore di 1,545 milioni di dollari dai Green Bay Packers. Dal giorno successivo, il giocatore sarebbe stato libero di firmare per qualsiasi altra squadra in qualità di free agent, ma i Packers riuscirono a giungere ad un nuovo accordo.

### Seattle Seahawks
Dopo sei stagioni trascorse nel Wisconsin, Bigby firmò coi Seattle Seahawks il 16 agosto 2011. Con la nuova franchigia, Atari giocò 15 gare di stagione regolare, due delle quali come titolare, totalizzando 18 tackle, un sack e due passaggi deviati.

### San Diego Chargers
Bigby firmò per i San Diego Chargers il 16 marzo 2012. L'8 marzo 2013 fu svincolato, ritirandosi.

## Statistiche
Stagione regolare
| Anno | Squadra           | P  | PT | Tackle | Int | Sack | FF |
| ---- | ----------------- | -- | -- | ------ | --- | ---- | -- |
| 2005 | Green Bay Packers | 1  | 0  | 0      | 0   | 0    | 0  |
| 2006 | Green Bay Packers | 5  | 0  | 2      | 0   | 0    | 0  |
| 2007 | Green Bay Packers | 16 | 14 | 86     | 5   | 0    | 0  |
| 2008 | Green Bay Packers | 7  | 7  | 21     | 1   | 0    | 0  |
| 2009 | Green Bay Packers | 13 | 11 | 49     | 4   | 0    | 0  |
| 2010 | Green Bay Packers | 4  | 0  | 6      | 0   | 0    | 0  |
| 2011 | Seattle Seahawks  | 15 | 2  | 18     | 0   | 1    | 0  |

## Palmarès

### Franchigia
- Super Bowl : 1

Green Bay Packers: Super Bowl XLV
- National Football Conference Championship: 1

Green Bay Packers: 2010

### Individuale
- Difensore del mese della NFC (dicembre 2007)

## Statistiche
| Tackle totali    | 182 |
| Intercetti fatti | 10  |